# Anomala picina
Anomala picina är en skalbaggsart som beskrevs av Lin 1981. Anomala picina ingår i släktet Anomala och familjen Rutelidae. Inga underarter finns listade i Catalogue of Life.